# 奧圖伯伯的卡車
《奧圖伯伯的卡車》（英語：Uncle Otto's Truck）是一部由史蒂芬·金於1983年在《北佬雜誌》上所連載的短篇小說，並於1985年收錄在短篇小說集《史蒂芬·金的故事販賣機》內。此故事曾於2006年改編成漫畫收錄在《The Secretary of Dreams》中。

## 故事簡介
主角的伯伯奧圖是城堡岩一個小鎮的商人，與友人合資生意，但一天生意拍檔卻被懸在木架上的廢棄卡車壓死，有人懷疑是奧圖所為，欲吞併拍檔資產，不過沒有證據。後來，奧圖搬到擺放卡車的附近，每日對著卡車，而且奧圖的精神狀況越來越差，擔心卡車會撞入屋內。最後，主角發現奧圖伯伯死於吞食卡車機油。